# Lipovčani
Lipovčani is een plaats in de gemeente Rovišće in de Kroatische provincie Bjelovar-Bilogora. De plaats telt 65 inwoners (2001).